# Unidades de medida de Birmania
Las unidades de medida de Birmania tradicionales, todavía se utilizan cotidianamente en Myanmar (también conocida como Birmania). Según el CIA Factbook, Myanmar es uno de los tres países que no han adoptado el sistema métrico del Sistema Internacional de Unidades (SI) como su sistema oficial de pesos y medidas. Sin embargo, en junio de 2011, el gobierno de Birmania y su ministerio de Comercio comenzaron a discutir propuestas para reformar el sistema de medición en Birmania y adoptar el sistema métrico utilizado por la mayoría de sus socios comerciales, y en octubre de 2013, Pwint San, viceministro de Comercio, anunció que el país se estaba preparando para adoptar el sistema métrico decimal.
La mayor parte de la nación usa únicamente unidades birmanas, aunque las páginas web del gobierno birmano en inglés usan unidades imperiales y métricas de manera inconsistente. Por ejemplo, el Ministerio de Construcción utiliza millas para describir la longitud de las carreteras, y pies cuadrados para el tamaño de las casas, pero utiliza los kilómetros cuadrados para el área total de los nuevos desarrollos de la ciudad de Yangon. El Ministerio de Agricultura utiliza acres para áreas de tierra. El Ministerio de Asuntos Exteriores usa kilómetros (con millas equivalentes entre paréntesis) para describir las dimensiones del país.

## Longitud
| Unidad  | Unidad                      | Métrico     | Imperial/EE.UU.                    | proporción al anterior |
| Birmano | Romanizado                  | Métrico     | Imperial/EE.UU.                    | proporción al anterior |
| ------- | --------------------------- | ----------- | ---------------------------------- | ---------------------- |
| ဆံခြည်     | sanchi                      | 79.375 µm   | 3 1⁄8 thou/mil                     |                        |
| နှမ်း      | hnan                        | 0.79375 mm  | 31 1⁄4 thou/mil                    | 10                     |
| မုယော      | mayaw                       | 4.7625 mm   | 3⁄16 pulgada                       | 6                      |
| လက်သစ်    | let thit                    | 1.905 cm    | 3⁄4 pulgada; un dígito             | 4                      |
| မိုက်      | maik                        | 15.24 cm    | 6 pulgadas; un shaftment           | 8                      |
| ထွာ       | htwa                        | 22.86 cm    | 9 pulgadas; un palmo               | 1.5                    |
| တောင်      | taung                       | 45.72 cm    | 1 ⁄2 Pie (unidad); un codo         | 2                      |
| လံ       | lan                         | 1.8288 m    | 6 pies; un fathom                  | 4                      |
| တာ       | ta                          | 3.2004 m    | 10 1⁄2 pies                        | 1.75                   |
| ဥသဘ     | out-thaba (from Pali usaba) | 64.008 m    | 70 yd                              | 20                     |
| ကောသ      | kawtha (from Pali kosa)     | 1.28016 km  | 0.795455 mi                        | 20                     |
| ဂါဝုတ်     | ga-wout (from Pali gavuta)  | 5.12064 km  | 3.18182 mi; alrededor de una legua | 4                      |
| ယူဇနာ     | yuzana (from Pali yojana)   | 20.48256 km | 12.7273 mi                         | 4                      |

## Masa
| Unidad  | Unidad      | Métrico    | Imperial/EE.UU. | Proporción al anterior |
| Birmano | Romanizado  | Métrico    | Imperial/EE.UU. | Proporción al anterior |
| ------- | ----------- | ---------- | --------------- | ---------------------- |
| ရွဲလေး      | yway lay    | 136.078 mg | 2.1 grano       |                        |
| ရွဲကြီး      | yway gyi    | 272.155 mg | 4.2 grano       | 2                      |
| ပဲသား      | petha       | 1.02058 g  | 15.75 grano     | 3.75                   |
| မူးသား      | mutha       | 2.04117 g  | 31.5 grano      | 2                      |
| မတ်သား     | mattha      | 4.08233 g  | 63 grano        | 2                      |
| ငါးမူးသား     | nga mutha   | 8.16466 g  | 0.288 oz        | 2                      |
| ကျပ်သား     | kyattha     | 16.3293 g  | 0.576 oz        | 2                      |
| အဝက်သား    | awettha     | 204.117 g  | 7.2 oz          | 12.5                   |
| အစိတ်သား    | aseittha    | 408.233 g  | 14.4 oz         | 2                      |
| ငါးဆယ်သား    | ngase tha   | 816.466 g  | 1.8 lb          | 2                      |
| ၁ပိဿာ     | peittha     | 1.63293 kg | 3.6 lb          | 2                      |
| အချိန်တစ်ရာ  | achein taya | 163.293 kg | 360 lb          | 100                    |

1. ↑  Literalmente "cincomutha", pero en realidad son solo cuatro.
2. ↑  Tradicionalmente conocido como ticalen inglés.
3. ↑  Tradicionalmente conocido como viss en inglés.

## Volumen
| Unidad  | Unidad     | Métrico    | Imperial                  | EE.UU.                          | Proporción al anterior |
| Birmano | Romanizado | Métrico    | Imperial                  | EE.UU.                          | Proporción al anterior |
| ------- | ---------- | ---------- | ------------------------- | ------------------------------- | ---------------------- |
| လမြူ      | la myu     | 79.9118 ml | 2 13⁄16 fl oz             | 2.70214 fl oz                   |                        |
| လမျက်     | la myet    | 159.824 ml | 5 ⁄8 fl oz                | 5.40428 fl oz                   | 2                      |
| လမယ်     | la me      | 319.647 ml | 11 1⁄4 fl oz              | 10.8086 fl oz                   | 2                      |
| စလယ်     | sa le      | 639.294 ml | 1 ⁄8 pintas               | 1.35107 pints                   | 2                      |
| ခွက်      | hkwet      | 1.27859 l  | 1 ⁄8 qt                   | 1.35107 qt                      | 2                      |
| ပြည်      | pyi        | 2.55718 l  | 2 1⁄4 qt                  | 2.70214 qt                      | 2                      |
| စိတ်      | seit       | 10.2287 l  | 2 1⁄4 galones 1 ⁄8 pecks  | 2.70214 gallons 1.16106 pecks   | 4                      |
| ခွဲ       | hkwe       | 20.4574 l  | 4 1⁄2 galones 2 1⁄4 pecks | 5.40428 galones 2.32213 pecks   | 2                      |
| တင်း      | tin        | 40.9148 l  | 9 gallones 1 ⁄8 bushel    | 10.8086 galones 1.16107 bushels | 2                      |

## Adopción del sistema SI (métrico)
En octubre de 2013, el Ministerio de Comercio anunció que Birmania se estaba preparando para adoptar el Sistema Internacional de Unidades (Sistema SI) como el sistema oficial de medición del país.